# Fort San Felipe

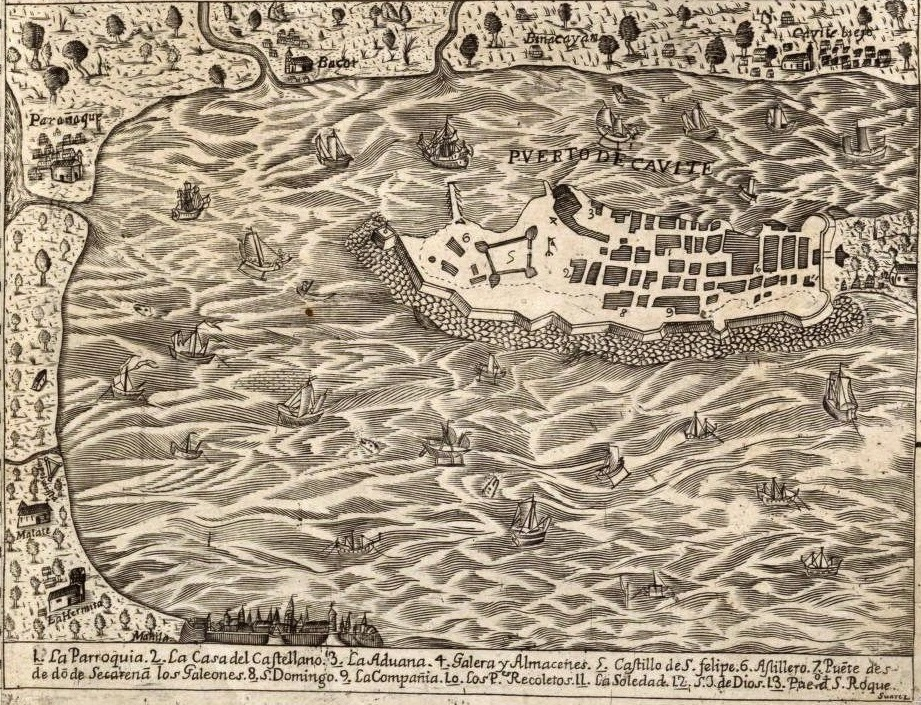
Een kaart van Cavite en omgeving uit 1734 met daarop ook Fort San Felipe

Fort San Felipe was een militair verdedigingsbouwwerk in de Filipijnse stad Cavite City in de Baai van Manilla. Het fort werd aangelegd door de Spanjaarden  tussen 1609 en 1616 tijdens het bewind van Gouverneur-generaal van de Filipijnen Juan de Silva. Tijdens de beginperiode van het Amerikaans bewind werd een deel van het Fort gesloopt om ruimte te maken voor een marinebasis. De restanten van het Fort bevinden zich in Naval Base Cavite van de Filipijnse Marine en zijn niet publiekelijk toegankelijk,
Het Fort werd gebouwd volgens de toenmalig gebruikelijke indeling. Het was opgezet als een vierhoek, met op elke hoek een bastion met daartussen verdedigingsmuren. In de zuidelijke muur bevond zich de toegangspoort tot het middenterrein. De oostelijke muur, aan de zeezijde, was wat langer dan de andere muren. Op deze muur stonden twintig kanonnen om de stad te verdedigen bij een aanval vanuit zee. Op het middenterrein bevonden zich de barakken van de daar gelegerde soldaten en daarnaast was daar het munitiedepot, de opslagruimte voor het buskruit, een watertank en enkele kantoorruimten. In het Fort waren drie compagnies infanterie gelegerd van elke 180 man. Daarnaast het Fort de thuisbasis van een Filipijnse eenheid van 220 man. 

## Bron
- Shirley Fish (2011) The Manila-Acapulco Galleons: The Treasure Ships of the Pacific with an Annotated List of the Transpacific Galleons 1565-1815, Authorhouse